# John Dupré
 (septembre 2011).
John A. Dupré (né le 3 juillet 1952) est un philosophe britannique des sciences. Il est directeur d'Egenis, le centre d'étude des sciences de la vie, et professeur de philosophie à l'université d'Exeter. Les principaux domaines de travail de Dupré sont la Philosophie de la biologie, la philosophie des sciences sociales et la philosophie générale des sciences. 
Avec Nancy Cartwright, Ian Hacking, Patrick Suppes et Peter Galison, Dupré est souvent regroupé sous le nom de « Stanford School » de philosophie des sciences.

## Formation et carrière
Dupré suit ses études à l'Université d'Oxford et à l'Université de Cambridge, et enseigne à Oxford, à l'Université Stanford et au Birkbeck College de l'Université de Londres avant de déménager à Exeter.
En 2010, Dupré est élu membre de l'Association américaine pour l'avancement des sciences en reconnaissance de son travail sur le darwinisme, et est un ancien président de la British Society for the Philosophy of Science. En 2018, il est élu vice-président (et président élu) de la Philosophy of Science Association (États-Unis). En 2020, il est élu membre de l'Académie américaine des arts et des sciences.

## Ouvrage philosophique

### Métaphysique pluraliste
Dupré préconise un modèle pluraliste de la science par opposition à la notion commune de réductionnisme. Le réductionnisme physique suggère que toute science peut être réduite à des explications physiques en raison des liens causaux ou méréologiques qui existent entre les objets étudiés dans les sciences supérieures et les objets étudiés par la physique. Par exemple, un réductionniste physique verrait les faits psychologiques comme (en principe) réductibles aux faits neurologiques, qui à leur tour sont réductibles aux faits biologiques. La biologie pourrait alors être expliquée en termes de chimie, et la chimie pourrait alors être expliquée en termes d'explication physique. Alors que le réductionnisme de ce type est une position courante parmi les scientifiques et les philosophes, Dupré suggère qu'une telle réduction n'est pas possible car le monde a une structure intrinsèquement pluraliste.

### Déterminisme
Un argument classique en faveur du réductionnisme repose sur une conception particulière de la causalité, selon laquelle chaque événement doit avoir une cause physique suffisante. Les interactions physiques sont donc suffisantes pour rendre compte de toutes les interactions causales. Sous cette hypothèse, les faits psychologiques ou biologiques doivent être éliminables en faveur des faits physiques, étant donné que les conditions physiques font tout le travail causal. Cela rend toutes les autres conditions non physiques causalement superflues.
Dupré tente d'échapper à ce problème en rejetant le déterminisme et l'hypothèse selon laquelle il existe une cause physique à chaque événement. À la place du déterminisme, Dupré propose une conception de la causalité indéterministe, probabiliste. Ses idées sont influencées par Nancy Cartwright.

### Philosophie de la biologie
Dupré est un critique important des programmes de recherche biologique dans la communauté des sciences de la vie. En particulier, il critique les récits d'évolution biologique et la manière dont ils sont liés en sociobiologie et en psychologie évolutionniste. Dupré soutient que de tels projets doivent rester spéculatifs et qu'il faut réfléchir aux préjugés des chercheurs.
Dupré s'intéresse aussi au maniement de la taxonomie biologique. Les classifications biologiques sont faites par les humains, et sont donc ouvertes à la critique et à la modification. Cela s'applique en particulier aux classifications des humains - par exemple après la race ou le sexe. Les arguments de Dupré dans ce domaine reflètent les sentiments et les critiques du biologiste évolutionniste Stephen Jay Gould.

## Œuvres
Livres
- - The Disorder of Things. Metaphysical foundations of the disunity of science. Harvard University Press, Cambridge (Massachusetts) 1993,  (ISBN 0-674-21260-6)
  - Human Nature and the Limits of Science. Clarendon Press, Oxford, 2003,  (ISBN 0-19-924806-0)
  - Humans and Other Animals. Clarendon Press, Oxford, 2002,  (ISBN 0-19-924709-9)
  - Darwin's Legacy: What Evolution Means Today. Oxford : Oxford University Press, 2005,  (ISBN 978-0-19-280337-5)
    - Darwin's Legacy: German translation Darwins Vermächtnis, Suhrkamp, Frankfurt/M. 2005,  (ISBN 978-3-518-29504-5);
    - Darwin's Legacy: Spanish translation El legado de Darwin. Qué significa hoy la evolución, Buenos Aires/Madrid, Katz editores S.A, 2006,  (ISBN 978-84-96859-10-4)

  - Value-Free Science: Ideal or Illusion (with Harold Kincaid and Alison Wylie). New York : Oxford University Press, 2007,  (ISBN 978-0-19-530896-9)
  - The Constituents of Life (the Spinoza lectures). Amsterdam : Van Gorcum, 2008,  (ISBN 978-90-232-4380-9)
  - with S. B. Barnes, Genomes and What to Make of Them. Chicago : University of Chicago Press, 2008, (ISBN 978-0-226-17295-8)
  - with S. Parry, Nature After the Genome. Oxford: Wiley Blackwell, 2010,  (ISBN 978-1-4443-3396-1)
  - Processes of Life: Essays in the Philosophy of Biology. Oxford University Press, 2012.
  - with D. J. Nicholson. Everything Flows: Towards a Processual Philosophy of Biology. Oxford University Press, 2018.

- Dupré, « Against reductionist explanations of human behaviour », Proceedings of the Aristotelian Society, Supplementary Volumes, vol. 72, no 1,‎ juin 1998, p. 153–172 (DOI 10.1111/1467-8349.00040, JSTOR 4107016)

Podcasts et enregistrements
- Podcast philosophique Such That Cast http://suchthatcast.com/dupre/#more-463
- Philosophy TV en conversation avec Alex Rosenberg sur le physicalisme non réducteur. https://vimeo.com/15442250